# Hôpital Broca
Hôpital Broca je nemocnice v Paříži. Nachází se v ulici Rue Pascal ve 13. obvodu. Zařízení se specializuje na gerontologii.

## Historie
Na místě dnešní nemocnice stál klášter Cordelières (klarisek), který byl za Francouzské revoluce znárodněn. Jeho budovy byly prodány v roce 1796 a přeměny na koželužny u řeky Bièvre.
První nemocniční zařízení zde bylo otevřeno v roce 1832 jako útulek pro sirotky po epidemii cholery.
Nemocnice Lourcine zde byla slavnostně otevřena 28. ledna 1836. Byla původně oddělením nemocnice Midi pro ženy s pohlavními nemocemi. V roce 1883 byla nemocnice Lourcine-Pascal přejmenována na počest významného chirurga a antropologa Paula Broca a začala se orientovat na gynekologii.
Staré nemocniční budovy byly postupně bourány a od roku 1972 začala stavba současné nemocnice. V době přestavby byly objeveny pozůstatky gotického refektáře, které jsou vidět v Rue de Julienne. V září 1982 byla nemocnice znovu otevřena se zaměřením na klinickou gerontologii.